# Међународни филмски фестивал у Торонту
Међународни филмски фестивал у Торонту (енгл. The Toronto International Film Festival; скраћено TIFF) филмски је фестивал који се одржава сваке године почетком септембра у Торонту и траје 11 дана.
Фестивал је основан 1976. и временом је постао један од најпрестижнијих догађаја своје врсте. Године 1998. часопис Варајети писао је да је „Торонто одмах иза Кана када је реч о квалитетним пројектима, броју присутних филмским звезда и активности на тржишту.“ Девет година касније Тајм је истакао да овај фестивал „више није само најутицајнији филмски фестивал у јесењем периоду, него најутицајнији филмски фестивал уопште.“
Једна од главних карактеристика Филмског фестивала у Торонту је велики број премијера филмова који се сматрају фаворитима за награду Америчке филмске академије и многи филмови који су касније награђени Оскаром премијерно су приказани управо у Торонту.

## Награда публике
С обзиром на то да Филмски фестивал у Торонту није такмичарског типа и нема жири, не постоје награде сличне Златној палми у Кану или Златном лаву у Венецији. Главно признање је Награда публике (енгл. People's Choice Award) и додељује се дугометражном филму коме су посетиоци фестивала дали највишу оцену. Претходни добитници награде су следећи филмови:
- 2024: Чаков живот
- 2023: American Fiction
- 2022: Фабелманови
- 2021: Белфаст
- 2020: Земља номада
- 2019: Зец Џоџо
- 2018: Зелена књига
- 2017: Три билборда испред Ебинга у Мисурију
- 2016: La La Land
- 2015: Соба
- 2014: Игра кодова[4]
- 2013: Дванаест година ропства
- 2012: У добру и у злу
- 2011: А где сад?
- 2010: Краљев говор
- 2009: Драгоцена
- 2008:	Милионер са улице
- 2007:	Заклетва
- 2006:	Бела
- 2005:	Гангстер
- 2004:	Хотел Руанда
- 2003:	Затоичи
- 2002:	Легенда о јахачу китова
- 2001:	Чудесна судбина Амелије Пулен
- 2000:	Притајени тигар, скривени змај
- 1999:	Америчка лепота
- 1998:	Живот је леп
- 1997:	Висећи врт
- 1996:	Сјај
- 1995: Антонија
- 1994:	Свештеник
- 1993:	Копиле
- 1992:	Плесом до љубави
- 1991:	Краљ рибара
- 1990:	Сирано де Бержерак
- 1989:	Роџер и ја
- 1988:	Жена на рубу нервног слома
- 1987:	Принцеза невеста
- 1986:	Пад америчког царства
- 1985:	Званична верзија
- 1984:	Места у срцу
- 1983:	Велика језа
- 1982:	Бура
- 1981:	Ватрене кочије
- 1980:	Лош тренутак
- 1979:	Најбољи дечак
- 1978:	Девојке